# Roderick Miranda
Roderick Jefferson Gonçalves Miranda (Odivelas, 30 de marzo de 1991), simplemente Roderick, es un futbolista portugués. Juega como defensa en el Melbourne Victory F. C. de la A-League.

## Trayectoria
Roderick llegó en 2000 (cuando tenía 9 años) a la academia juvenil del S. L. Benfica, desde el Odivelas. Fue convocado por primera vez nueve años después al primer equipo, tras haber jugado en todas las etapas juveniles de la Liga portuguesa.
Estuvo cedido una temporada en el Servette F. C. donde jugó 24 partidos.
En el año 2012 comenzó la temporada en el Deportivo de La Coruña, en calidad de cedido. Tras jugar solo tres partidos en Primera División volvió al Benfica para acabar la temporada 2012-13.
Para la temporada 2018-19 el Wolverhampton Wanderers lo cedió a Olympiacos de El Pireo y el 1 de septiembre de 2019 al Famalicão.
Abandonó los wolves de manera definitiva en febrero de 2021 para marcharse al Gaziantep F. K. turco. Allí estuvo lo que quedaba de temporada y su siguiente experiencia fue en el Melbourne Victory.

## Estadísticas

### Clubes
Actualizado al 3 de abril de 2018
| Club                               | Temporada           | Liga  | Liga  | Copa  | Copa  | Copa de Liga | Copa de Liga | Europa | Europa | Total | Total |
| Club                               | Temporada           | Part. | Goles | Part. | Goles | Part.        | Goles        | Part.  | Goles  | Part. | Goles |
| ---------------------------------- | ------------------- | ----- | ----- | ----- | ----- | ------------ | ------------ | ------ | ------ | ----- | ----- |
| Benfica Portugal                   | 2009-10             | 0     | 0     | 0     | 0     | 1            | 0            | 1      | 0      | 2     | 0     |
| Benfica Portugal                   | 2010-11             | 5     | 0     | 0     | 0     | 1            | 0            | 0      | 0      | 6     | 0     |
| Benfica Portugal                   | Total               | 5     | 0     | 0     | 0     | 2            | 0            | 1      | 0      | 8     | 0     |
| Servette · Suiza                   | 2011-12             | 24    | 0     | 1     | 0     | 0            | 0            | 0      | 0      | 25    | 0     |
| Servette · Suiza                   | Total               | 24    | 0     | 1     | 0     | 0            | 0            | 0      | 0      | 25    | 0     |
| Deportivo de La Coruña · España    | 2012-13             | 3     | 0     | 1     | 0     | 0            | 0            | 0      | 0      | 4     | 0     |
| Deportivo de La Coruña · España    | Total               | 3     | 0     | 1     | 0     | 0            | 0            | 0      | 0      | 4     | 0     |
| Benfica Portugal                   | 2012-13             | 2     | 0     | 0     | 0     | 2            | 0            | 3      | 0      | 7     | 0     |
| Benfica Portugal                   | Total               | 2     | 0     | 0     | 0     | 2            | 0            | 3      | 0      | 7     | 0     |
| Rio Ave Portugal                   | 2013-14             | 18    | 0     | 3     | 0     | 2            | 0            | 0      | 0      | 23    | 0     |
| Rio Ave Portugal                   | 2014-15             | 3     | 0     | 2     | 0     | 2            | 0            | 3      | 0      | 10    | 0     |
| Rio Ave Portugal                   | 2015-16             | 18    | 1     | 3     | 0     | 1            | 0            | 0      | 0      | 22    | 1     |
| Rio Ave Portugal                   | 2016-17             | 33    | 3     | 0     | 0     | 2            | 1            | 2      | 0      | 37    | 4     |
| Rio Ave Portugal                   | Total               | 72    | 4     | 8     | 0     | 7            | 1            | 5      | 0      | 92    | 5     |
| Wolverhampton Wanderers Inglaterra | 2017-18             | 16    | 0     | 1     | 0     | 1            | 0            | 0      | 0      | 18    | 0     |
| Wolverhampton Wanderers Inglaterra | Total               | 16    | 0     | 1     | 0     | 1            | 0            | 0      | 0      | 18    | 0     |
| Total en su carrera                | Total en su carrera | 127   | 4     | 11    | 0     | 12           | 1            | 9      | 0      | 159   | 5     |

## Palmarés

### Títulos nacionales
| Título                       | Club                          | País       | Año  |
| ---------------------------- | ----------------------------- | ---------- | ---- |
| Football League Championship | Wolverhampton Wanderers F. C. | Inglaterra | 2018 |